# Tokugawa Nariharu
Tokugawa Nariharu est un nom japonais traditionnel ; le nom de famille (ou le nom d'école), Tokugawa, précède donc le prénom (ou le nom d'artiste).
Tokugawa Nariharu (徳川 斉温, né le 20 juillet 1819, mort le 3 mai 1839) est un daimyo de la fin de l'époque d'Edo à la tête du domaine d'Owari.

## Source de la traduction
- (en) Cet article est partiellement ou en totalité issu de l’article de Wikipédia en anglais intitulé « Tokugawa Nariharu » (voir la liste des auteurs).